# Бежецкое духовное училище
Бе́жецкое духо́вное учи́лище — среднее специальное учебное заведение Русской православной Церкви, действовавшее с 1787 по 1918 годы в городе Бежецке Тверской губернии. Было подведомственно Тверской духовной семинарии.
Здание духовного училища было построено в 1895—1898 годах по проекту архитекторов Петра Фёдорова и его сына Александра Фёдорова в русском стиле, с домовой церковью. В советский период в здании размещалась школа-интернат.

## Смотрители
- Стефан (Бех), архимандрит (8 октября 1913 — 8 октября 1914)

## Известные выпускники
- Бойков, Яков Яковлевич (1896—1943), священномученик
- Лебедев, Никифор Дмитриевич, доктор медицины
- Новиков Василий Васильевич (1898—1965), Герой Советского Союза[2]
- Софония (Сокольский), епископ
- Плетнёв, Пётр Александрович, (1792—1865) русский поэт, критик, ректор Петербургского университета.